# Teresa Carbó i Comas
Pour les articles homonymes, voir Carbo et Comas (homonymie).
Teresa Carbó i Comas, née à Begur en 1908 et morte en 2010 au Soler, est une républicaine espagnole engagée dans la résistance française.

## Biographie
Militant politique républicaine, elle s'engage au Bloc Ouvrier et Paysan et au Parti Ouvrier d'Unification Marxiste.
Très liée à la ville de Palafrugell, elle est également une activiste internationaliste espérantiste, organisatrice du Secours rouge international et membre éminente de la résistance antifranquiste de l'exil républicain.
Elle serait la dernière militante du POUM à avoir vu le leader Andreu Nin en vie, à Barcelone.
Elle doit s'exiler en 1939, après la guerre d'Espagne, à Toulouse, où elle rejoint la Résistance contre les nazis avec Josep Rovira.
Après la Seconde Guerre mondiale, elle doit s'exiler en Amérique du Sud, en Bolivie, puis à Sao Paulo, au Brésil, avant de revenir en France, à Paris.
Après la mort du dictateur Franco, elle revient vivre en Espagne, dans la ville de Palafrugell.
En 1988, elle emménage au Soler, près de Perpignan, où elle décède le 17 octobre 2010 à l'âge de 101 ans.

## Postérité
- Ses archives sont conservées à Palafrugell[8],[9].
- Une rue porte son nom à Palafrugell[10].